# Kiełpinek (stacja kolejowa)

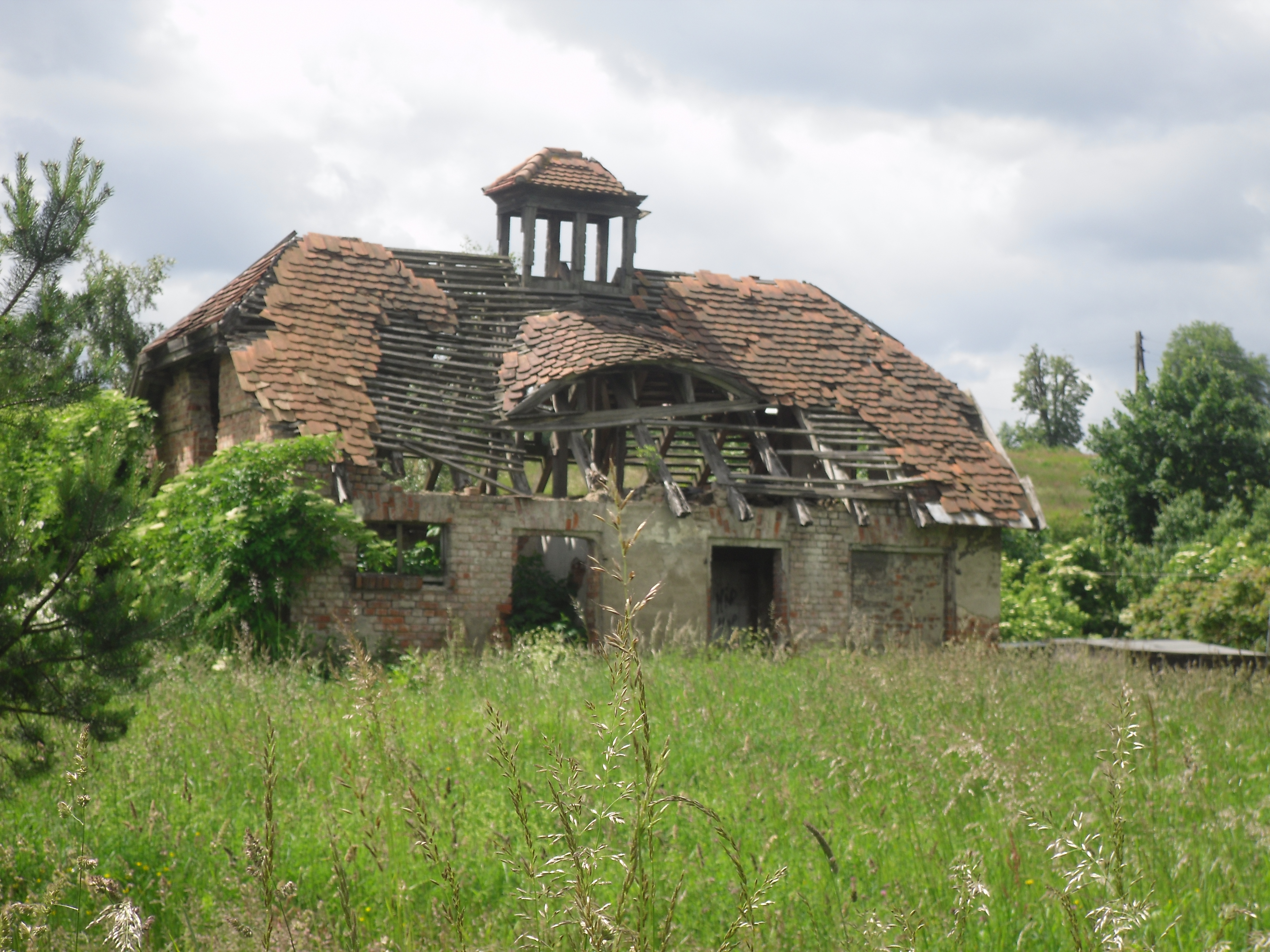
Toalety na stacji

Kiełpinek – nieczynna stacja kolejowa w Gdańsku w dzielnicy Jasień, osiedle Kiełpinek. Dla częściowo zlikwidowanej linii Gdańsk Wrzeszcz – Stara Piła był to ostatni przystanek przed przekroczeniem granicy Wolnego Miasta Gdańska z II Rzeczpospolitą. Obecnie budynek mieszkalny.
W niewielkiej odległości zbudowano w 2015 przystanek PKM Gdańsk Kiełpinek (dla linii nr 248 w dużej mierze przebiegającej po śladzie poprzedniej).
Budynek stacyjny wpisany jest do gminnej ewidencji zabytków.